# لبراهمة 2 (أولاد سيدي علي اشطايبة - لبراهمة 2)
لبراهمة 2 هو دُوَّار يقع بجماعة الشلالات، عمالة المحمدية، جهة الدار البيضاء سطات في المملكة المغربية. ينتمي الدوّار لمشيخة أولاد سيدي علي اشطايبة - لبراهمة 2 التي تضم 3 دواوير. يقدر عدد سكانه بـ 4233 نسمة حسب الإحصاء الرسمي للسكان والسكنى لسنة 2004.

## روابط خارجية
- البوابة الوطنية للجماعات الترابية نسخة محفوظة 12 مارس 2018 على موقع واي باك مشين.
- المندوبية السامية للتخطيط